# Vekuna
Vekuna är en sjö i kommunen Pälkäne i landskapet Birkaland i Finland. Sjön ligger 98,7 meter över havet. Arean är 70 hektar och strandlinjen är 6,6 kilometer lång. Sjön  ingår i Kumo älvs huvudavrinningsområde.   Den ligger omkring 47 km öster om Tammerfors och omkring 130 km norr om Helsingfors. 
I sjön finns ön Pukkisaaret. 